# کورنیه (مجارستان)
کورنیه (به مجاری:  Környe) یک شهرداری در مجارستان است که در ناحیه تاتابانیا واقع شده‌است. کورنیه ۴۵٫۳۵ کیلومتر مربع مساحت و ۴٬۵۴۴ نفر جمعیت دارد.